# Municipio de Jones (condado de Newton)
El municipio de Jones (en inglés: Jones Township) es un municipio ubicado en el condado de Newton en el estado estadounidense de Arkansas. En el año 2010 tenía una población de 29 habitantes y una densidad poblacional de 0,46 personas por km².

## Geografía
El municipio de Jones se encuentra ubicado en las coordenadas 35°44′41″N 92°59′42″O / 35.74472, -92.99500. Según la Oficina del Censo de los Estados Unidos, el municipio tiene una superficie total de 63.27 km², de la cual 63,22 km² corresponden a tierra firme y (0,08 %) 0,05 km² es agua.

## Demografía
Según el censo de 2010, había 29 personas residiendo en el municipio de Jones. La densidad de población era de 0,46 hab./km². De los 29 habitantes, el municipio de Jones estaba compuesto por el 93,1 % blancos, el 3,45 % eran amerindios y el 3,45 % eran de una mezcla de razas. Del total de la población el 0 % eran hispanos o latinos de cualquier raza.